# Stiffelio

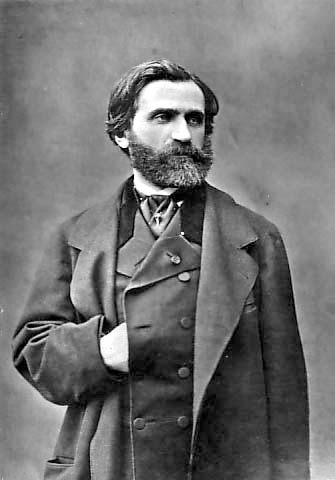
Giuseppe Verdi

Stiffelio är en italiensk opera i tre akter av Giuseppe Verdi. Libretto av Francesco Maria Piave baserat på skådespelet Le pasteur, ou L'évangile et le foyer av Émile Souvestre och Eugène Bourgeois. Verket som var mycket kontroversiellt, fick sitt uruppförande vid Teatro Grande i Trieste den 16 november 1850, men föll så småningom i total glömska för att återkomma först 1968 på Teatro Regio i Parma. Därefter har intresset för operan ökat och 1993 framfördes den för första gången såväl på Metropolitan Opera i New York som på Royal Opera House i London. 

## Historia
Verdi hade lovat din förläggare Ricordi att skriva en opera till säsongen 1850 för vilken stor operascen som helst i Italien, bara inte La Scala. För ändamålet rekommenderade hans librettist Piave den franske pjäsen Le pasteur, som just då gick på italienska teatrar, och Verdi accepterade. Men historien om en protestantisk prästs agerande efter sin hustrus otrohet lämpade sig inte för en italienska operapublik, och i flera fall utelämnades tredje akten som var närmast hädisk enligt italiensk uppfattning. I flera italienska städer uppfördes operan under titeln Guglielmo Wellingrode som ett sätt att omlokalisera handlingen av hänsyn till censuren, men efter några år insåg Verdi att librettot måste ändras om musiken skulle överleva. Han övertalade Piave att förflytta handlingen till korstågstiden, och operan fick nypremiär i Rimini 1857 under namnet Aroldo.
Stiffelio fick sin nordiska premiär vid Kungliga Operan i Stockholm den 16 april 2011.

## Personer
- Stiffelio, protestantisk präst (tenor)
- Lina, hans fru och Stankars dotter (sopran)
- Dorotea, Linas kusin (mezzosopran)
- Stankar, en gammal överste och greve (baryton)
- Jorg, en annan präst (bas)
- Raffaele av Leuthold (tenor)
- Federico von Frengel, Linas kusin (tenor)
- Diener Fritz (stum roll)
- Grevens vänner och Stiffelios anhängare (kör)

## Handling

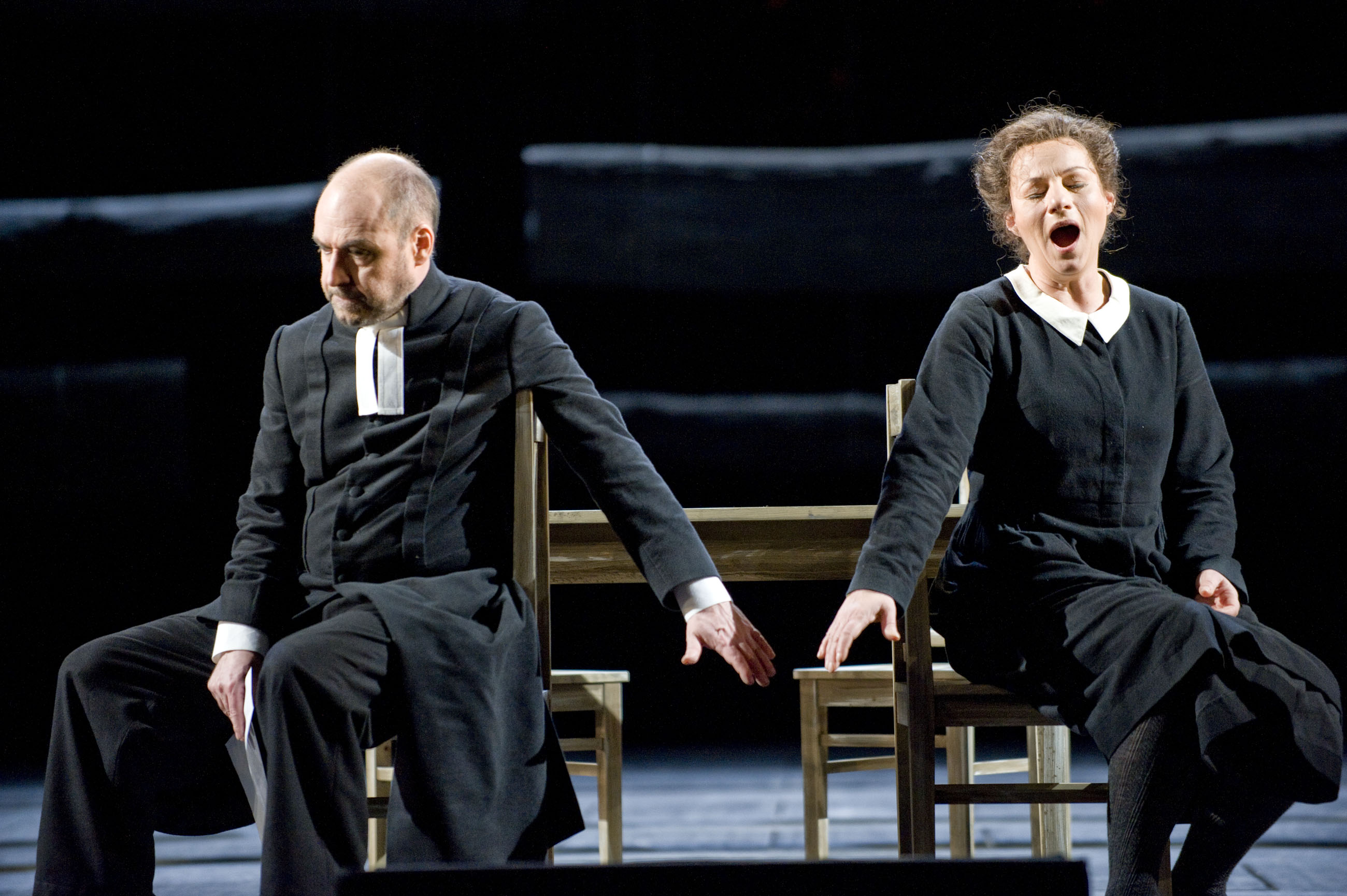
Lars Cleveman och Lena Nordin i Kungliga Operans uppsättning av Stiffelio 2011.

Vid Salzachfloden i Österrike, i början av 1800-talet.
Akt I
Den gamle prästen Jorg får besök av predikanten Stiffelio och hans hustru Lina. Bland de andra gästerna befinner sig Linas älskare Raffaele. Han och Lina blir oroliga då Stiffelio berättar att han av en sjöman fått en plånbok som upphittats nedanför ett slott, där en dam haft besök av en ung man. Stiffelio kastar plånboken på elden utan att undersöka innehållet. Lina har sådana samvetskval för att hon bedragit sin man att hon vill skriva ett brev där hon erkänner allt. Hennes far Stankar, som  har blivit misstänksam efter att ha hört talas om plånboken, hindrar henne från att avslöja att hon har varit otrogen eftersom det skulle vanära familjen. Sedan far och dotter lämnat rummet kommer Rafaele med ett brev till Lina och gömmer det i en volym av Klopstocks oden, som Jorg läste i då gästerna kom. Jorg ser att han gömmer brevet i boken. Kort därpå kommer Linas kusin Federico och lånar den. Jorg berättar för Stiffelio vad han har sett och denne tar ifrån Federico boken, eftersom han tror att det är han som är hans hustrus älskare. Stankar bemäktigar sig brevet när det faller ut ur boken. Han vägrar lämna det till svärsonen varpå Stiffelio utmanar honom på duell.
Akt II
På kvällen träffas Lina och Rafaele på kyrkogården där hon försöker bryta förbindelsen, men han vägrar återlämna hennes ring och brev. Då Stankar kommer för att duellera med Stiffelio utmanar han Rafaele, men Stiffelio hinner förhindra duellen. Han hälsar på Rafaele, men i sin vrede avslöjar Stankar att Stiffelio står inför sin hustrus älskare. Nu är det Stiffelio som vill gå till anfall på Rafaele men hejdas av Jorg, som framhåller för honom att det är en kristens plikt att förlåta. Stiffelio blir så uppbragt att han svimmar.
Akt III
Stankar vill begå självmord för att undgå vanäran, om hans dotter har rymt med sin älskare, men Rafaele har återvänt till sitt slott och Stankar skyndar dit och utmanar honom på duell än en gång. Stiffelio vill tvinga Lina att underteckna en skilsmässoansökan så att hon kan få den man hon älskar. Just då kommer Stankar tillbaka. Han har hämnats vanäran och dödat Rafaele. I kyrkan läser Stiffelio texten om hur Kristus förlåter kvinnan som har begått äktenskapsbrott, och gripen av budskapet förlåter han Lina.